# چارلز کیونبی
چارلز کیونبی (به انگلیسی: Charles Quinby) (زادهٔ ۶ اکتبر ۱۸۹۹) شناگر اهل ایالات متحده آمریکا است.